# Cerro Santa Lucía
Cerro Santa Lucía é uma colina situada no centro de Santiago de Chile. Delimitado a sul pela Avenida Libertador General Bernardo O'Higgins (onde se situa a Estação Santa Lucía do Metro de Santiago), a oeste da Rua Santa Lucia, ao norte da Rua Merced e a leste da rua Victoria Subercaseaux. Está a uma altitude de 629 metros acima do nível do mar e uma altura de 69 metros, com uma área de 65.300 m².
A modernização e urbanização da área aconteceu em 1872 e 1874, quando foi intendente da cidade Benjamín Vicuña Mackenna.